# Warning (Sunmi)
Warning è il secondo EP della cantante sudcoreana Sunmi pubblicato il 4 settembre 2018.

## Tracce
1. Addict – 1:52
2. Siren (사이렌?) – 3:19
3. Curve (곡선?) – 3:37
4. Black Pearl – 3:19
5. Gashina (가시나?) – 3:00
6. Heroine (주인공?) – 3:15
7. Secret Tape (비밀테이프?) – 1:32

## Classifiche
| Classifica (2018) | Posizione massima |
| ----------------- | ----------------- |
| Corea del Sud     | 9                 |